# Papa Demba Camara
Papa Demba Camara (Pout, 16 de janeiro de 1993) é um futebolista profissional senegalês que atua como goleiro, atualmente defende o FC Sochaux-Montbéliard.

## Carreira
Papa Demba Camara fez parte do elenco da Seleção Senegalesa de Futebol nas Olimpíadas de 2012.